# Werner Gerich
Werner Gerich (chinesisch 威尔纳·格里希, Pinyin Wēiěrnà Gélǐxī; * 25. August 1919 in Mannheim; † 17. April 2003 ebenda), auch Ge Lixi genannt, war ein deutscher Ingenieur und technischer Berater.

## Leben
Gerich war bis zu seinem Ruhestand Qualitätsprüfer beim Kernforschungszentrum Karlsruhe. Im Alter von 65 Jahren meldete er sich beim Bonner Senior Expert Service (SES) und wurde 1984 als Experte in die chinesische Stadt Wuhan geschickt, wo er beim staatlichen Dieselmotorenwerk zunächst als Berater für Fertigung und Qualität, später als Generaldirektor tätig war. Gerich war damit Chinas erster ausländischer Fabrikchef seit der Revolution von 1949. In seinen zwei Jahren als Generaldirektor sanierte er die heruntergewirtschaftete Staatsfabrik durch drastische Reformmaßnahmen und trug zur technischen Verbesserung von Dieselmotoren bei.

## Ehrungen
Für seine Leistungen als SES-Experte erhielt Gerich die Ehrenbürgerwürde der Stadt Wuhan und eine Ehrenprofessur der Wuhan-Universität. 1987 wurde er mit dem Bundesverdienstkreuz ausgezeichnet. Die Stadt Wuhan ließ ihm zu Ehren 2005 eine bronzene Gedenkbüste aufstellen, er ist damit nach Karl Marx und Friedrich Engels der dritte Deutsche, der in China mit einem Denkmal geehrt wurde.
2008 wurde er vom Pekinger Büro für Auslandsexperten auf eine Liste von 15 Ausländern gesetzt, die die Entwicklung Chinas seit 1978 am stärksten beeinflusst haben. Zusammen mit Sabriye Tenberken war er einer von zwei Deutschen, die diese Ehrung erhielten.
2018 wurde er im Rahmen der Feierlichkeiten zu 40 Jahren Reformen und Öffnung als einer der zehn wichtigsten Ausländer für die Entwicklung Chinas geehrt.